# Mesolita transversa
Mesolita transversa är en skalbaggsart som beskrevs av Francis Polkinghorne Pascoe 1862. Mesolita transversa ingår i släktet Mesolita och familjen långhorningar. Inga underarter finns listade i Catalogue of Life.